# 周世昌
周世昌，山东安邱人，清朝政治人物。进士出身。

## 生平
1651年接替廖志奎任华亭县知县一职，1652年由刘成龙接任。